# Cordia perrottetii
Cordia perrottetii là loài thực vật có hoa trong họ Mồ hôi. Loài này được Wight mô tả khoa học đầu tiên năm 1848.